# 自由電子
自由電子（じゆうでんし、英: free electron）とは、束縛を受けていない電子のこと。電子気体（フェルミ気体）とも呼ばれることがある。通常、電子は（ごく弱いものであったとしても）何らかの束縛を受けているため、自由電子は実在しないが、問題を簡潔にし自然科学への理解を助ける（理想化）。この自由電子を用いたモデルを、自由電子モデル（自由電子模型、Free electron model）と言う。現実の電子系について、それらが自由電子であると仮定する近似を自由電子近似と言う。
金属に関する議論においては、伝導電子と同じ意味で自由電子という言葉が用いられることがあるが、電子同士の多体相互作用等を無視している。金属の伝導電子は、電気伝導や熱伝導を担う。

## 自由電子のエネルギー固有状態・固有値
自由電子はポテンシャルを{\displaystyle V(\mathbf {r} )=0}であるため、ハミルトニアンの固有値問題（定常状態のシュレーディンガー方程式）は次のように書ける。
{\displaystyle -{\frac {\hbar ^{2}}{2m}}\nabla ^{2}\psi (\mathbf {r} )=E\psi (\mathbf {r} )}
ここでmは自由電子の質量、ħはディラック定数、温度は絶対零度（T = 0 K）である。これを解くと、得られるエネルギー固有値は次のようになる。
{\displaystyle E({\boldsymbol {k}})={\frac {\hbar ^{2}k^{2}}{2m}}}
ここで{\displaystyle {\boldsymbol {k}}}は波数ベクトルである。よってE-k曲線（分散関係）は波数の二乗に比例し、放物線となることがわかる。
また得られるエネルギー固有状態は平面波であることがわかる。
{\displaystyle \psi _{\mathbf {k} }(\mathbf {r} )={\frac {1}{\sqrt {\Omega _{r}}}}e^{i\mathbf {k} \cdot \mathbf {r} }}
ここで{\displaystyle \mathbf {k} }は波数ベクトル、{\displaystyle \Omega _{r}}は電子の存在する空間の体積である。
この平面波は固体物理学や物性物理学でよく用いられる。ほとんど自由な電子模型や強結合近似、マフィンティンポテンシャルを用いた近似などのバンド構造を調べる上で基本となり、そのエネルギー固有状態はブロッホ関数となる。
時間依存シュレーディンガー方程式
{\displaystyle -{\frac {\hbar ^{2}}{2m}}\nabla ^{2}\Psi (\mathbf {r} ,t)=i\hbar {\frac {\partial }{\partial t}}\Psi (\mathbf {r} ,t)}
の解は次のように与えられることがわかる。
{\displaystyle \Psi (\mathbf {r} ,t)={\frac {1}{\sqrt {\Omega _{r}}}}e^{i\mathbf {k} \cdot \mathbf {r} -i\omega t}}
{\displaystyle \omega ({\boldsymbol {k}})={\frac {\hbar \mathbf {k} ^{2}}{2m}}}
ここで{\displaystyle \omega ({\boldsymbol {k}})}は周波数である。

## 電子気体の誘電関数
金属を、原子核の格子と、その格子の内部に浸透した、電子気体（プラズマ）の集合体だと見なす。ここで言う電子気体は、原子核の格子の内部に均一に分布している自由電子の集合体である。
振動する電場（電磁波）が金属に到来すると、電子気体は揺り動かされるが、原子核は電子と比較してはるかに重いため、その運動は無視できると考える。
その結果、金属は全体として分極し、その表面に余分な電荷が生まれる。
表面電荷密度は、
{\displaystyle \rho _{s}=-nex}
ここでnは電子の数密度である。
これはサンプル中に復元電場を作る。
{\displaystyle E={\frac {nex}{\epsilon _{0}}}}
サンプルのある周波数{\displaystyle \omega }における誘電率は次のように表される。
{\displaystyle \epsilon ={\frac {D}{\epsilon _{0}E}}=1+{\frac {P}{\epsilon _{0}E}}}
ここで{\displaystyle D}は電気変位、{\displaystyle P}は分極密度である。
電場と分極密度は、
{\displaystyle E(t)=E_{0}e^{-i\omega t},\quad P(t)=P_{0}e^{-i\omega t}}
またn電子密度の分極密度は、
{\displaystyle P=-nex}
振動電場の力Fは、電荷eと質量mをもつ電子を加速度aで加速される。
{\displaystyle F=ma=m{\frac {d^{2}x}{dt^{2}}}=-eE}
ここでE、P、xを置き換えると調和振動子の式が得られる。
少し計算をすると、分極密度と電場の関係は次のように表される。
{\displaystyle P=-{\frac {ne^{2}}{m\omega ^{2}}}E}
固体の周波数依存誘電関数は、
{\displaystyle \epsilon (\omega )=1-{\frac {ne^{2}}{\epsilon _{0}m\omega ^{2}}}}
プラズマ周波数と呼ばれる共鳴周波数{\displaystyle \omega _{p}}で誘電関数の符号は負から正に代わり、誘電関数の実部は０になる。
{\displaystyle \omega _{p}={\sqrt {\frac {ne^{2}}{\epsilon _{0}m}}}}
プラズマ周波数は、プラズマ振動共鳴やプラズモンの理解において重要である。
プラズマ周波数の測定値は、多くの材料で理論値とよく一致している。 
プラズマ周波数以下では誘電関数は負であり、到来した電磁波は試料の表面で全反射される。一方で、プラズマ周波数以上の電磁波はサンプルを貫くことができる。

## フェルミエネルギー
電子はフェルミ粒子なので同じ状態に1つ（スピン自由度を含めると2つ）しか入ることができず、エネルギー最低の状態から順に詰まっていく。エネルギーの最大値をフェルミエネルギーと呼び、それに相当する波数・運動量をフェルミ波数、フェルミ運動量と呼ぶ。
- フェルミエネルギー：　{\displaystyle E_{\mathrm {F} }=\hbar ^{2}{k_{\mathrm {F} }}^{2}/2m}
- フェルミ波数：　{\displaystyle k_{\mathrm {F} }}
- フェルミ運動量：　{\displaystyle \hbar k_{\mathrm {F} }}

3次元の場合、フェルミエネルギーは波数空間中の面で表される。これをフェルミ面と呼ぶ。自由粒子のフェルミ面は球状となる。
{\displaystyle k_{F}=\left({\frac {3\pi ^{2}N_{e}}{\Omega _{r}}}\right)^{\frac {1}{3}}}
ここで{\displaystyle N_{e}}は系の全電子数である。

## 状態密度
波数とエネルギーの関係が求まったので、エネルギーの関数である状態密度 D(E) を計算することができる。
- 状態密度（一次元）：　{\displaystyle D(E)\simeq 1/{\sqrt {E}}}
- 状態密度（二次元）：　{\displaystyle D(E)={\text{constant}}}
- 状態密度（三次元）：　{\displaystyle D(E)\simeq {\sqrt {E}}}

N個の自由電子（三次元）からなる系の全エネルギーEtotは次のように書ける。
{\displaystyle E_{\mathrm {tot} }=\int _{-\infty }^{E_{F}}D(E)EdE={3 \over 5}NE_{\mathrm {F} }}
よって自由電子一個当りの平均エネルギーは、
{\displaystyle \langle E\rangle ={3 \over 5}E_{\mathrm {F} }}

## 弾性率・圧縮率
自由電子での体積弾性率 K は、系の体積を Ω として以下のように表される。
{\displaystyle K={2 \over 3}\left({N \over {\Omega }}\right)E_{\mathrm {F} }}
Kの逆数が圧縮率κである。
{\displaystyle \kappa ={3 \over 2}\left({\Omega  \over N}\right){1 \over {E_{\mathrm {F} }}}}
これは、EF∝kF2∝(Ω)-2/3（フェルミ波数は系の体積の三乗根に反比例する量）及び、{\displaystyle P=-\partial E_{\mathrm {tot} }/\partial \Omega }（P は圧力、Etot は自由電子の全エネルギー）を使って得られる。

## 低温現象
低温で自由電子はフェルミ縮退の状態にあり、特有の性質を示す。